# Route européenne 442
Pour les articles homonymes, voir E442 et Route 442.
La route européenne 442 est une route reliant Karlovy Vary, en République tchèque à Žilina, en Slovaquie.